# 蔦絵梨奈
蔦 絵梨奈（つた えりな、1987年11月28日 - ）は、日本のタレント、政治家。葛飾区議会議員（2期）。

## 来歴
愛知県名古屋市出身。ドルトンスクール幼児舎を経て、椙山女学園大学附属小学校、愛知淑徳中学校・高等学校、名古屋大学経済学部経営学科卒業。タレントとして活動。芸能事務所バグジー、株式会社ウィルを経て、衆議院議員秘書を務めた。
2015年4月の名古屋市会議員選挙に千種区選挙区から自由民主党公認で立候補。4,447票を獲得するも、定員5に対し6位で落選。その後、小池百合子の政治塾「希望の塾」に参加し、同党の現役東京都議会議員だった米川大二郎の秘書となった。
2017年8月21日、都民ファーストの会は葛飾区議会議員選挙の公認候補として蔦を擁立することを発表。しかし後に公認を辞退。11月12日に行われた同区議選には無所属で立候補し、3,212票（23位、定数40）を獲得し初当選を果たした。
2021年に再選。

## タレント活動
中京テレビで放送されていた『TA☆RO』→『SAKAE TA☆RO』にTA☆ROガールズとしてレギュラー出演。番組のブランド的存在であった。2008年秋より番組内でミュージシャンの竹内電気・斉藤伸也とともに「超ビジュアル系コーナー」を担当。
『SAKAE TA☆RO』終了と時を同じくしてバグジーに所属し、2010年にパチンコ雑誌『パチンコウォーカー』のイメージガール（通称P-GIRL）として活動する。

## 人物
- 愛称は「エリーナ」、「蔦さま」、「つーちゃん」。
- 身長159cm。血液型B型。
- 趣味は乗馬、クラシックバレエ、神社・仏閣巡り(公式サイト上では料理、読書、水泳となっている)。

## ハラスメント被害の告発
2017年、同年11月5日告示の葛飾区議会選挙において、都民ファーストの会は、同党の現役都議会委議員、米川大二郎の秘書を務めた蔦の推薦を発表した。しかし出馬直前の11月2日、蔦は週刊誌『FRIDAY』において、秘書時代に米川からセクハラ及びパワハラを受けたと告発した。蔦はこれを機に都民ファーストからの公認を辞退し無所属で出馬する事となった。
蔦の主張に依れば、区議となる事を目指し葛飾区に転居した2017年7月、米川に目を付けられ公認をちらつかされて秘書になる様しつこく勧誘された挙句、渋々引き受けると体を密着させられたり手を離さなかったりしたといった様なセクハラ及び、暴言等のパワハラ行為が何度もあったとし、これを苦にして9月に秘書を辞めたとしている。一方で、米川はこれを否定し、都民ファーストの幹事長だった増子博樹も「2人から事情を聴き、証拠となる資料を出す様求めたが提出はされなかった」としていた。
また、米川は変装し人気のない夜に各地に貼られた蔦のポスターを剥がして回っていたという疑惑も上がっていた。しかしこれについて増子は、「都民ファーストは当時、公認候補でも小池との2連ポスターを使わないという暗黙の了解があり、米川を始めとしたほかの候補者は守っていたが、蔦だけは小池との2連ポスターを貼っており、これが都民ファーストの会の規約違反であった為に米川がポスターを差し替える様、再三に渡り蔦に忠告していたが聞き入れなかった為に、これを認めては他の公認候補者との公平性が保たれないと考えた米川が実力行使に出たのではないか」という旨の見解を示している。
最終的に、この区議選で無所属で出馬した蔦は初当選した。